# 黑頭紅金翅雀
黑頭紅金翅雀（学名：Spinus cucullatus）是分佈在南美洲熱帶的一種細小的雀。牠們是留鳥，棲息在哥倫比亞北部及委內瑞拉北部。引入到千里達島的群落已於1960年失去蹤影，估計已經滅絕。

## 特徵
黑頭紅金翅雀長約10厘米。雄鳥主要是深紅色，頭、喉嚨、飛羽及尾端都是黑色，下腹及尾底呈白色。雌鳥的頭、胸及上身呈灰色，臀部及上尾呈紅色。未成長的雌鳥較雄鳥淡色，而未成長的雄鳥則呈褐色。

## 行為
黑頭紅金翅雀棲息在遼闊的野外、森林邊界及草原。牠們會在樹上以草築巢。雌鳥每次會生3隻蛋，蛋呈綠白色。於20世紀初時，在委內瑞拉北部的山腳牠們還很普遍，但現已極度稀少。
黑頭紅金翅雀主要吃種子。牠們是高度群居的，當數量增加時，牠們會組成半遊走的群落。

## 保育
黑頭紅金翅雀的衰落是因大量非法捕獵所致。由於牠們的羽毛及歌聲吸引，故經常被用來與金絲雀混種。
於2003年在圭亞那南部發現了黑頭紅金翅雀的群落，數量約有幾千隻。其餘世界各地的群落數量估計有600-6000對。

## 外部連結
- Birdlife International （页面存档备份，存于）